# Hochob
Hochob es un sitio arqueológico maya ubicado en el estado mexicano de Campeche, a unos 10 minutos de la ciudad de Dzibalchén, en la región denominada Los Chenes. Las primeras noticias sobre la existencia de este sitio arqueológico se debieron al investigador y explorador Teobert Maler, quien en 1887 visitó el lugar y publicó algunas fotografías en la revista Globus, en 1895.
El sitio fue construido en una colina natural de aproximadamente 30 metros, cuya parte superior fue aplanada para poder ser usada como basamento al único conjunto de construcciones del lugar, sus dimensiones aproximadas son de oriente a poniente 200 metros y 50 metros de norte a sur.
Las fachadas de los edificios en general muestran una profusa decoración en el más puro estilo Chenes, a base de grandes y pequeños bloques de piedra perfectamente acomodados para formar emotivas máscaras del dios Itzamná, cuyas amenazantes fauces abiertas anuncian la entrada de los edificios que seguramente albergaron templos, cámaras y aposentos sacerdotales. 
Existe una réplica en tamaño natural de una fachada principal en el Museo Nacional de Antropología e Historia en la Ciudad de México. 

## Toponimia
El nombre de Hochob proviene del idioma maya y significa "lugar de las mazorcas".

## Historia
De acuerdo a la evidencia arqueológica, la ocupación de Hochob comenzó de manera similar a otros sitios de la región de los Chenes alrededor del año 300 d. C. en el periodo clásico temprano de la cultura maya y tuvo su mayor desarrollo entre los años 600 al 900, en estas fechas se edificaron las estructuras principales del sitio y su apogeo se ha identificado entre el 850 al 1000. Por sus dimensiones es probable que haya dependido de un sitio de mayor extensión en la región de los Chenes como Santa Rosa Xtampak o Dzibilnocac. Los hallazgos en Hochob muestran que la ciudad resistió al colapso de la civilización maya de finales del periodo clásico y su desarrollo se extendió hasta el periodo posclásico, aunque este suceso tuvo repercusiones para la ciudad como la pérdida de poder y la eventual migración de sus habitantes para formar nuevos sitios, aunque la evidencia arqueológica ha identificado que Hochob siguió siendo ocupado y habitado en menor medida hasta el periodo de la conquista de México.

## Estructuras principales

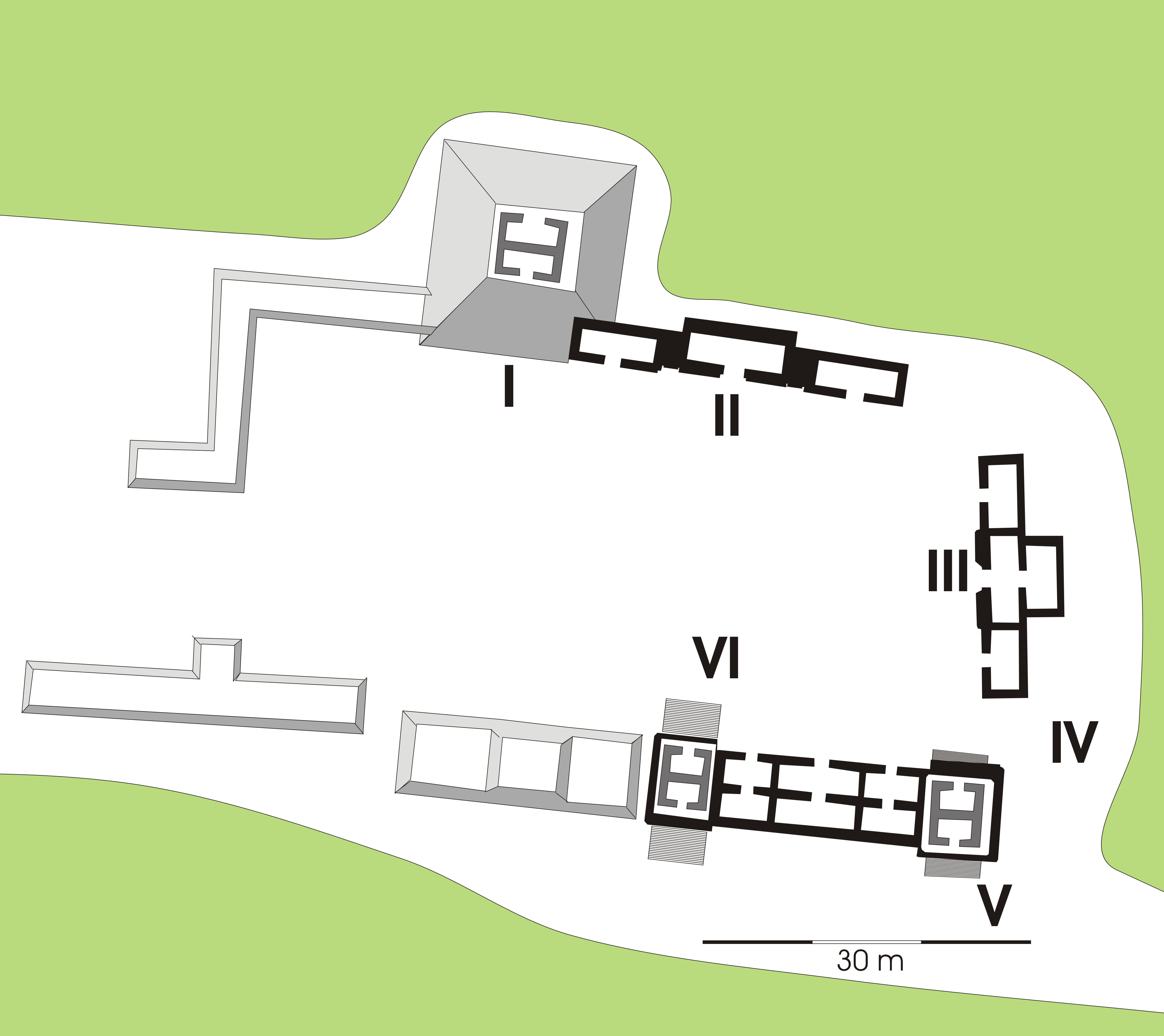
Plano de Hochob.

El sitio está conformado por un grupo de estructuras distribuidas en tres plazas: La Plaza I o Principal está limitada al Oriente por el Palacio del Este o Estructura I, al Norte por el Palacio Principal o Estructura II, la Estructura III y una plataforma de ángulo que dobla hacia el Sur. En su lado Sur hay 4 estructuras unidas entre sí por bajas plataformas.
- Palacio del Este o Estructura I. Está constituido por 3 aposentos de una longitud total de 22 m . aproximadamente. Su fachada central está conformada por un mascarón zoomorfo integral que rodea la entrada y las fachadas de los edificios de los costados son prácticamente lisas, con sencillas molduras horizontales de 2 o tres elementos.

- Palacio Principal o Estructura II. Cuenta con una fachada dividida en tres partes, de las cuales, la central consiste en un enorme mascarón integral de Itzamná: sus ojos con estrabismo y el entrecejo se aprecian en la parte superior del vano de entrada, las enormes orejeras a los lados y, a manera de acceso, las fauces abiertas del Monstruo de la Tierra, cuya quijada inferior está conformada por una pequeña plataforma con colmillos en los extremos. Las esquinas del edificio están decoradas con cascadas de mascarones de Chaac visto de perfil, y en su parte superior existen restos de crestería. Los aposentos de los costados presentan mascarones zoomorfos parciales sobre la parte superior de la entrada y, en conjunto con el resto del edificio, constituyen uno de los mejores ejemplos de estilo arquitectónico conocido como Chenes. En la parte posterior de la Estructura II se localizan algunas oquedades en el suelo, que son las bocas de los chultunes que crearon los antiguos mayas para captar, almacenar y distribuir el agua de lluvia.

- Estructura III. Se caracteriza por la presencia de torres coronadas por templos falsos, con escalinatas simuladas, propios del estilo Río Bec.

- Estructuras V y VI. Estas forman un complejo de templos-pirámide en ambos extremos de un edificio conformado por 6 aposentos. A diferencia de la estructura III, las escalinatas que conducen a los templos sí son funcionales, aunque tienen una pendiente muy pronunciada. Los cuartos de los templos presentan arcos y sus muros son planas, tanto en la parte superior como inferior, adornadas solamente con piedras sobresalientes encima de las molduras de las cornisas, sobre las cuales posiblemente existieron esculturas de estuco.

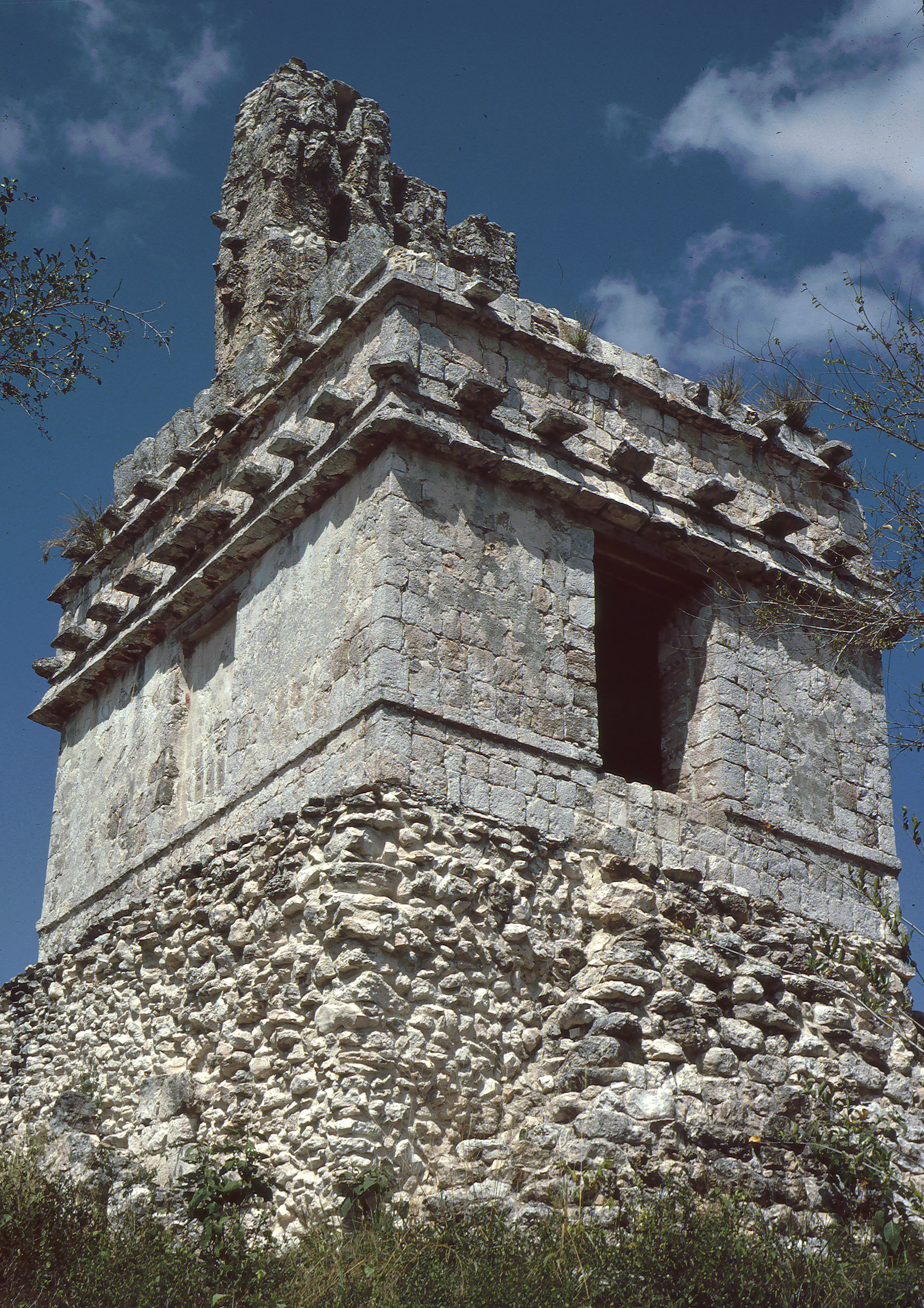
Estructura V de Hochob